# Герстер, Франк
Франк Герстер (нем. Frank Gerster; род. 15 апреля 1976, Кемптен, Бавария, ФРГ) — немецкий футболист, играл на позиции полузащитника. С 2015 года — главный тренер футбольного клуба FC Neu-Anspach, местной команды города Ной-Анспах в земле Гессен.

### Клубная карьера
Свою футбольную карьеру Герстер начал в клубах Баварии уже в четыре года — первой командой немца стал ФК Кемптен (местная команда родного города Герстера). Затем в возрасте 16 лет футболист вошел в молодёжный состав «Аугсбурга», а в 1994 году присоединился к мюнхенской «Баварии». Первые два года Герстер играл за резервную команду клуба, а в 1996 году перешел в первую команду. Всего Герстер провел 8 матчей за основную команду «Баварии». За время, проведенное в мюнхенском клубе, футболист выиграл Чемпионат Германии (1996-97) и Кубок Германии (1997-98).
В 1998 году Герстер присоединился к франкфуртскому «Айнтрахту», за который отыграл всего один матч за три сезона.
Учитывая крайне неудачное в плане результативности проведенное время во Франкфурте, в 2001 году Герстер присоединился к клубу из второго дивизиона Бундеслиги — SSV Reutlingen 05. В 2003 году Герстер снова сменил клуб — на этот раз на «Боруссию» Фульда из Гессена. Через год немец в очередной раз нашел себе новую команду — «Заксен», клуб Оберлиги (пятый уровень в системе футбольных лиг) из Саксонии. В сезоне 2005-06 Герстер стал капитаном команды. После смены главного тренера немец потерял свое место в ранге капитана и бесплатно перешел в «Киккерс» Эмден, клуб из Оберлиги Нижняя Саксония. Всего полгода Герстер провел в новом клубе, а затем перешел в ряды новобранца региональной лиги — «Магдебурга». Клуб закончил сезон 2007-08 на третьем месте, едва не попав во Вторую Бундеслигу. После двух сезонов переговоры по продлению соглашения с клубом зашли в тупик и было принято решение — контракт с Герстером не продлевать. В 2008 году он заключил контракт с футбольным клубом из города Хемниц в Саксонии — «Кемницер». Летом 2009 года Герстер завершил карьеру футболиста.

### Карьера в сборной
В составе сборной Германии (до 21 года) Герстер принял участие в Чемпионате мира по футболу среди молодёжных команд — в Катаре в 1995 году. Он был заигран за национальную сборную в трех матчах группового этапа: против сборных Камеруна (1:1), Коста-Рики (1:2) и Австралии (1:1). За национальную команду (до 21 года) Герстер отыграл 14 матчей (с 1996 по 1998 год).

### Достижения
- Чемпионат Германии по футболу: 1996-97
- Кубок немецкой лиги по футболу: 1997
- Кубок Германии по футболу: 1997-98

### Карьера тренера
В сезоне 2010-11 Герстер стал помощником главного тренера команды из региональной лиги — «Боруссии» Дортмунд II. Сезон вторая команда дортмундского клуба закончила на шестом месте в таблице. В январе 2013 года немец возглавил на вторую половину сезона TSV Vatanspor, чьи цвета на тот момент защищал как футболист. С 2015 года Герстер — главный тренер футбольного клуба FC Neu-Anspach, местной команды города Ной-Анспах в земле Гессен.